# Clase Spearhead
El transporte rápido expedicionario clase Spearhead (en inglés: Spearhead-class expeditionary fast transport, EPF) es un programa de construcción naval liderado por la Armada de los Estados Unidos para proporcionar un buque de alta velocidad y poco calado destinado al transporte rápido dentro del teatro de operaciones de cargas útiles de tamaño mediano. Los EPF pueden alcanzar velocidades de 35 a 45 nudos (65 a 83 km/h; 40 a 52 mph) y permiten el rápido tránsito y despliegue de fuerzas, equipos y suministros convencionales o especiales.
Los buques son parte del Programa de Transporte Marítimo del Comando de Transporte Marítimo Militar. La clase fue designada anteriormente como "Buque conjunto de alta velocidad (JHSV)" y redesignada en septiembre de 2015.

## Unidades
Tramo I:
- USNS Spearhead (T-EPF-1)
- USNS Choctaw County (T-EPF-2)
- USNS Millinocket (T-EPF-3)
- USNS Fall River (T-EPF-4)
- USNS Trenton (T-EPF-5)
- USNS Brunswick (T-EPF-6)
- USNS Carson City (T-EPF-7)
- USNS Yuma (T-EPF-8)
- USNS City of Bismarck (T-EPF-9)
- USNS Burlington (T-EPF-10)
- USNS Puerto Rico (T-EPF-11)
- USNS Newport (T-EPF-12)
- USNS Apalachicola (T-EPF-13)

Tramo II:
- USNS Cody (T-EPF-14)
- USNS Point Loma (T-EPF-15)
- (T-EPF-16)

Buque médico expedicionario:
- USNS Bethesda (T-EMS-1)
- USNS Balboa (T-EMS-2)
- (T-EMS-3)

## Galería

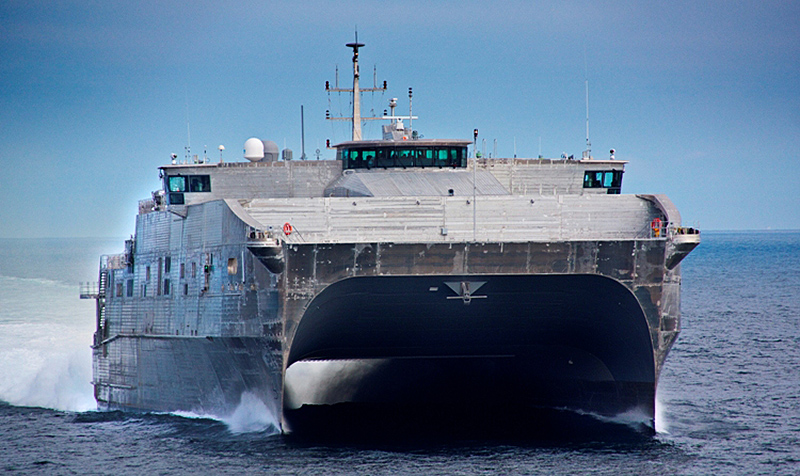
El USNS Spearhead (T-EPF-1) durante sus pruebas de mar, año 2012.
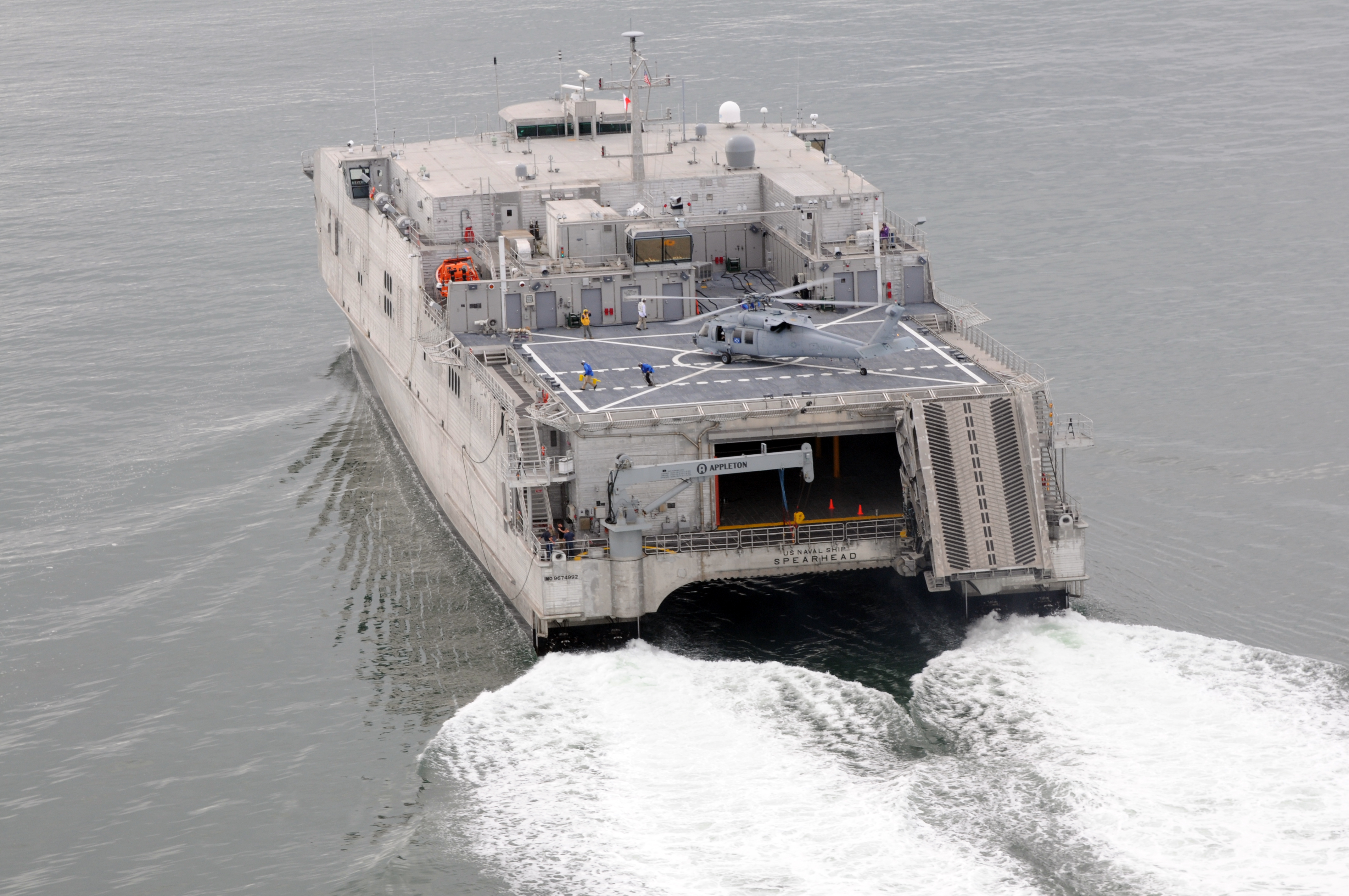
Vista trasera del USNS Spearhead, año 2013.
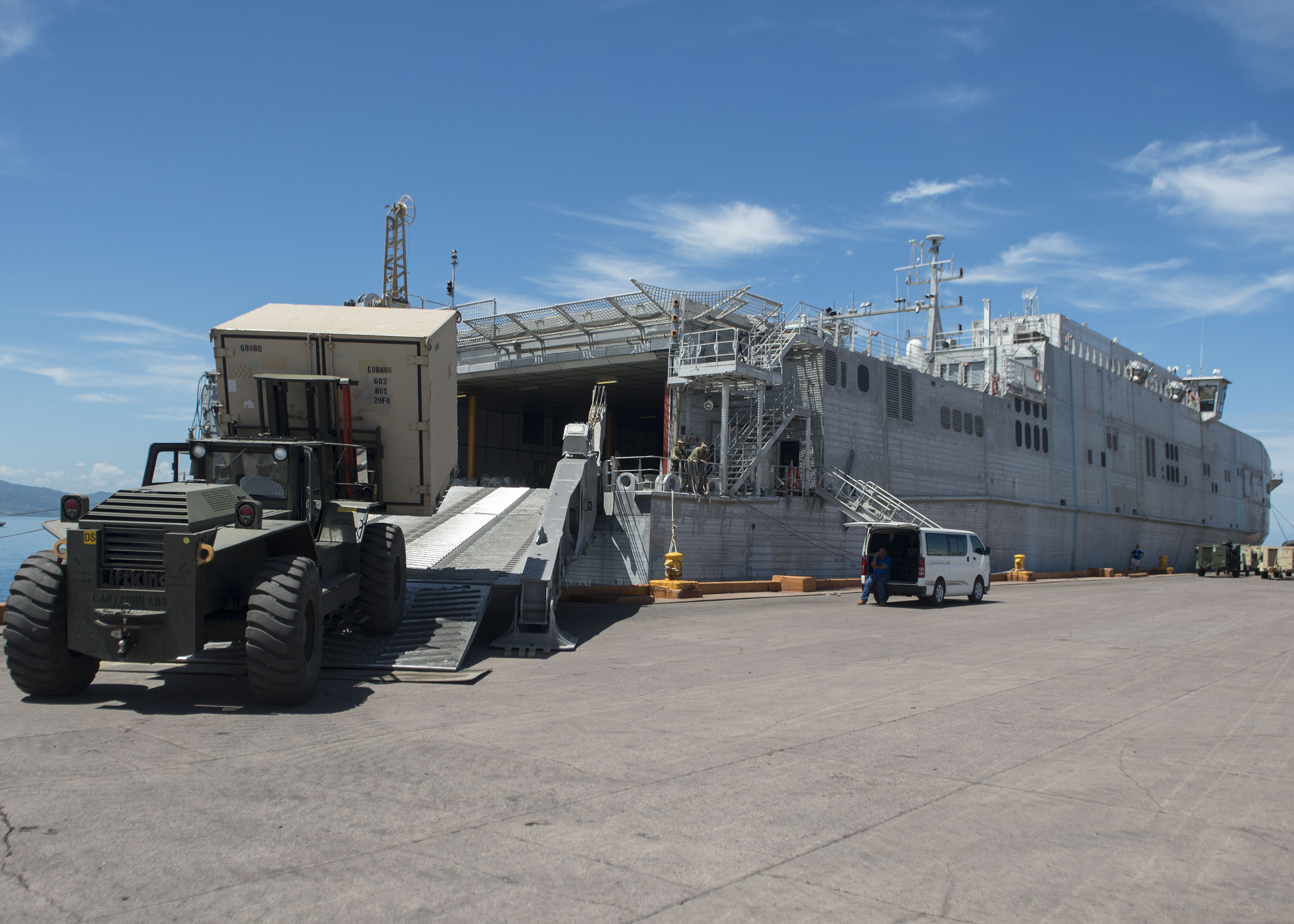
Rampa del USNS Spearhead desplegada y en uso, año 2014.
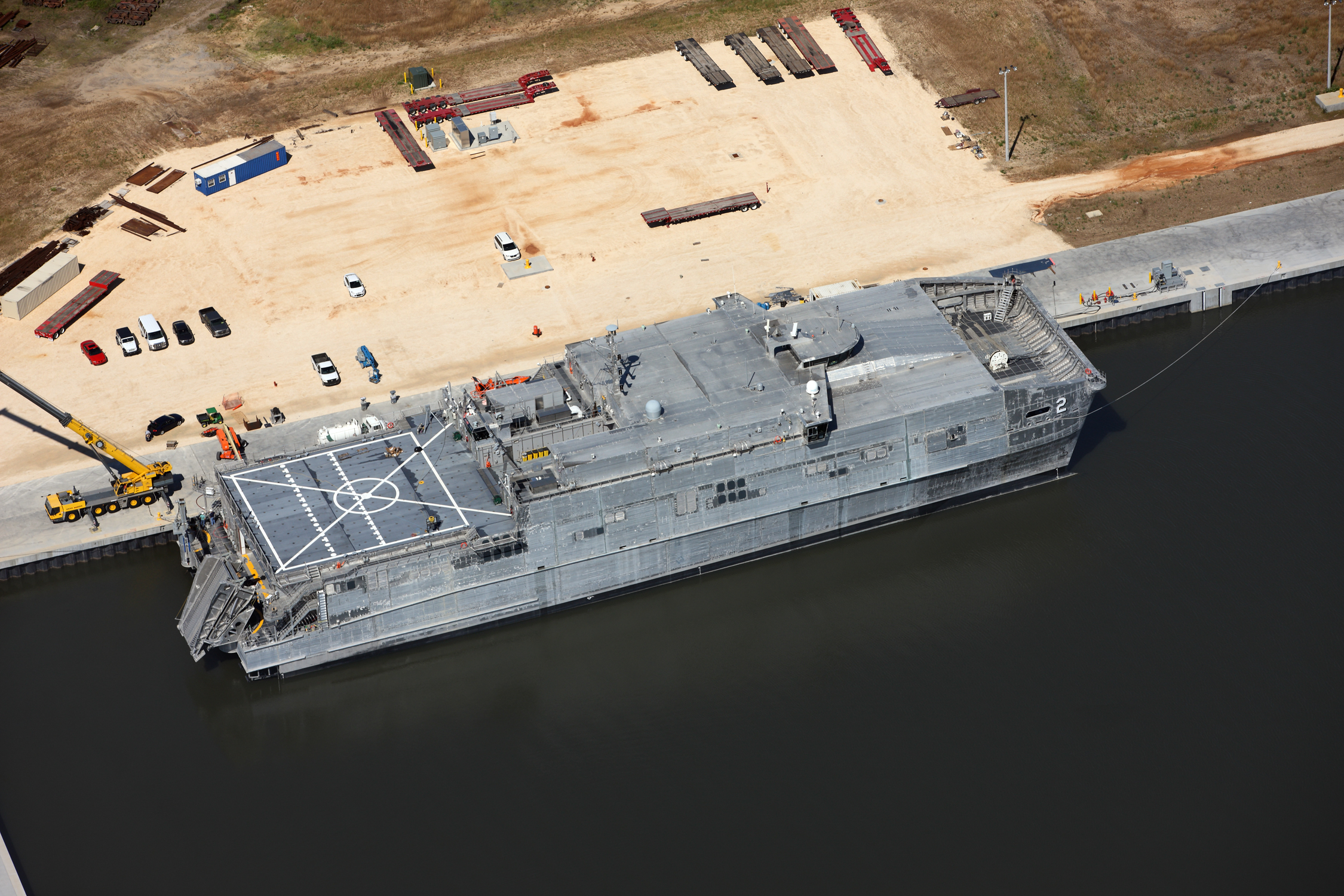
El USNS Choctaw County (EPF-2) espera su entrega en el patio de terminación de buques de Austal USA, año 2013.